# Llengües hispanocèltiques
Les llengües hispanocèltiques són el conjunt de varietats dialectals de filiació cèltica que es parlaven a la península Ibèrica abans de l'arribada dels romans (el 218 aC, durant la Segona Guerra Púnica).
Algunes d'aquestes llengües estan documentades per l'epigrafia, i altres es poden conèixer, amb major o menor grau, a partir de l'onomàstica. Ara per ara, no hi ha evidències que les llengües hispanocèltiques formessin un grup filogenètic, tot i que usualment són classificades com a part del grup de les llengües cèltiques continentals, però aquesta adscripció és essencialment definida per raons geogràfiques.

## Llengües hispanocèltiques identificats
- Celtiber o hispanocèltic de l'interior. Es tracta d'un conjunt de parles que, identificades com a celtiber, estan documentades en un extens corpus epigràfic. Tot i que, durant molt de temps, s'han considerat gairebé l'única expressió del celta peninsular, Jordán Colera proposa anomenar aquest grup com hispanocèltic del nord-est.[1]
- Galaic o hispanocèltic del nord-oest. És la llengua cèltica de l'extrem nord-occidental de la península, amb uns límits definits per l'oceà Atlàntic, el riu Douro en el sud i un límit imprecís a l'est, però que inclouria una part occidental d'Astúries.[3]

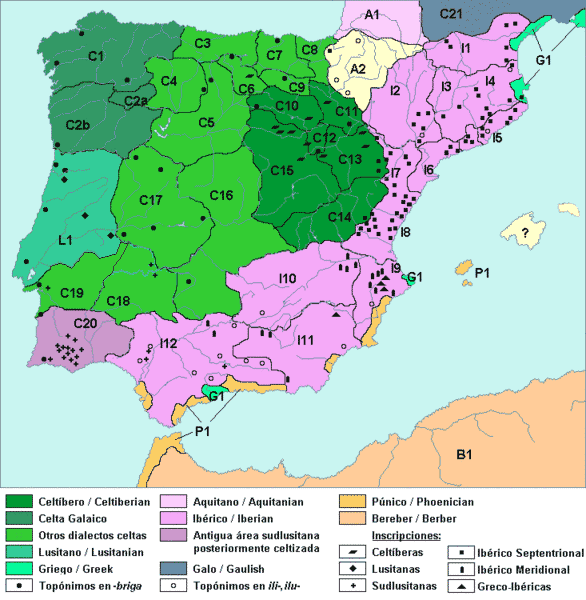
Les llengües paleohispàniques i l'hispanocèltic

## Altres llengües cèltiques peninsulars
- Astur. Situat a la confluència entre el galaic i el celtiber. La majoria dels autors l'enquadren dins l'hispanocèltic del nord-oest amb les llengües dels vetons, càntabres, galaics i vacceus[4]
- Càntabre. Tot i que ha estat en discussió, el càntabre sembla una llengua indoeuropea del tronc cèltic. Les seves afinitats amb les altres àrees de parla cèltica encara són poc clares.[5]
- Cèltic del sud-oest. La presència cèltica en el sud-oest és un fet ben documentat: els cèltics ocupaven l'Alentejo occidental, el sud de la província de Badajoz i el nord de la província de Huelva, formant la zona occidental de la Betúria: la Betúria Cèltica.[cal citació]
- Cèltic pirinenc. Aquest és el nom usat per Joan Coromines per referir-se al celta del nord-est que originà una massa toponímica considerable en el nord de Catalunya.i d'Aragó.[cal citació]

## Teoria de l'hispanocèltic de l'oest
L'hispanocèltic de l'oest és un concepte proposat per John T. Koch per a definir el conjunt de dialectes cèltics que ocuparien tot l'oest peninsular, incloent el tartessi, el cèltic de la Betúria i el galaic. Segons Koch, les varietats occidentals del cèltic peninsular comparteixen amb el celtiber un nucli suficient d'afinitats com per a poder qualificar l'hispanocelta en conjunt com una subfamília lingüística definida, dins el tronc celta, enfront d'una classificació purament geogràfica.